# Gutshaus Niendieck

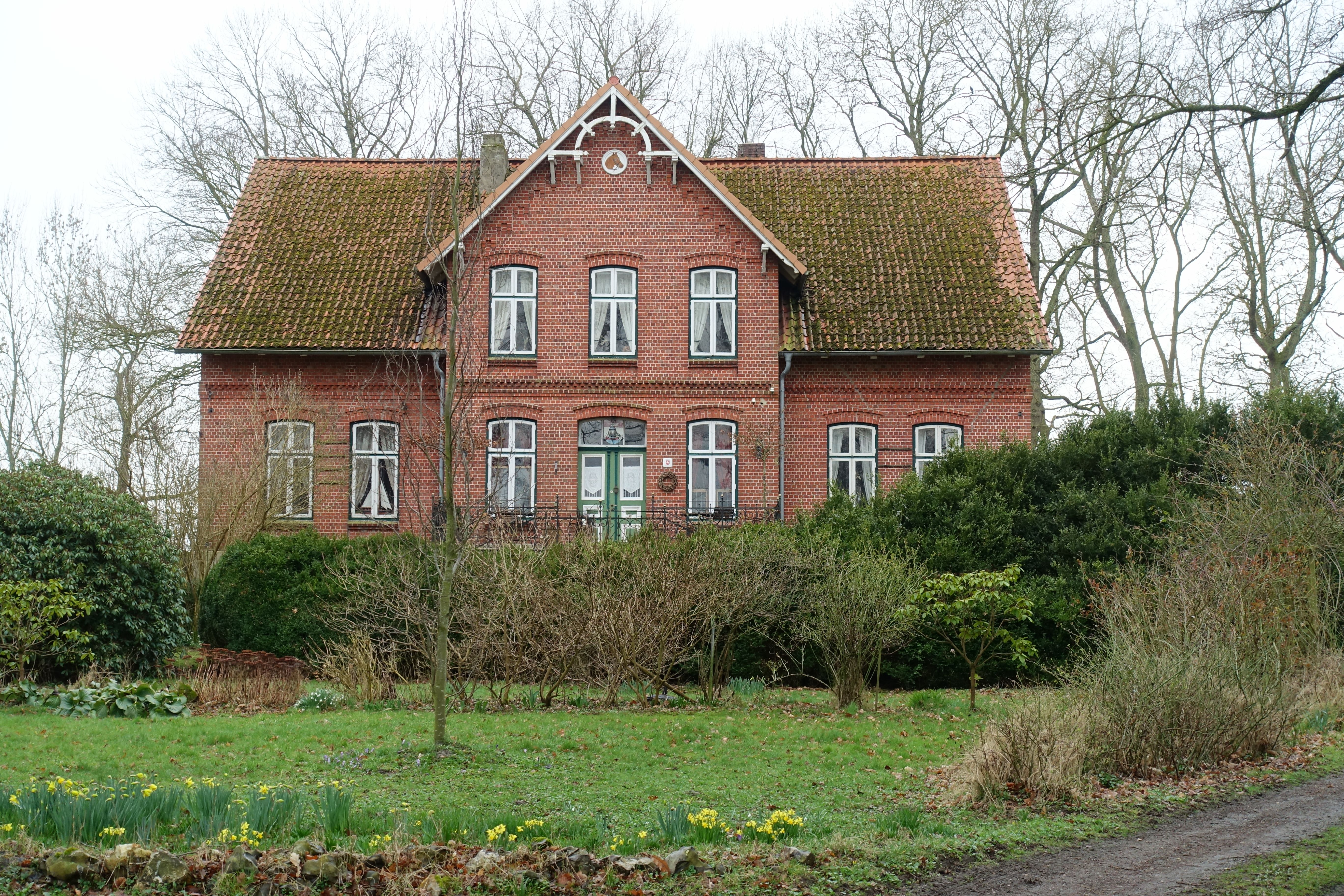
Nordostfassade (2023)

Das Gutshaus Niendieck südlich der Oste in der niedersächsischen Samtgemeinde Land Hadeln, Ortsteil Cadenberge-Geversdorf, Niendieck 2, im Landkreis Cuxhaven, stammt aus der Mitte des 18. Jahrhunderts. Aktuell (2024) wird es privat als Kulturcafé genutzt.
Das Gebäude steht unter Denkmalschutz (siehe auch Liste der Baudenkmale in Cadenberge).

## Geschichte
Das Rittergut Niendieck in der Ostemarsch gehörte ursprünglich dem Adelsgeschlecht von Katte. Im 16. Jahrhundert war die Familie hier bedeutend und besaß zeitweise noch drei andere Güter im ehemaligen Kirchspiel Geversdorf, Marne, Heuhof und Portshemm. Der Hof ist in der regional üblichen Form angelegt. Das Pferd in einem Relief erinnert an die Zucht von Pferden, welche die Familie betrieben hat.
Erster Inhaber war der Bremische Landrat Marquart von Katte. Dieser errichtete auf Geversdorfer Gebiet zwischen Portshemm und Altendecken die Kattenfähre. Das ursprüngliche Gutshaus brannte vor 1905 ab.

## Beschreibung
Das neue eingeschossige traufständige verklinkerte Gebäude an derselben Stelle auf hohem Sockel, mit pfannengedecktem Satteldach, einem zweigeschossigen Giebelrisalit mit Dachüberstand und einer Freitreppe wurde 1905 noch im Stil der Gründerzeit gebaut. Die bauzeitlichen Fenster und Türen sowie ein Kachelofen sind erhalten und der Grundriss blieb unverändert. Am Giebel befindet sich ein Relief mit Pferdekopf. Erhalten ist ein Park als bäuerlicher Garten mit einem Rondell und einer Kutscherallee.
Das Gebäude wurde nach 2000 umgebaut zum Kultur- und Hofcafé zur Nutzung durch Veranstaltungen und Ausstellungen, aber auch als Café und für Hochzeiten und Feiern.
Das Landesdenkmalamt befand u. a.: „… geschichtliche und städtebauliche Gründen wegen des orts- und siedlungsgeschichtlichen, gebäudetypischen, bau- und kunstgeschichtlichen und anlagenbildprägenden Zeugniswerts ….“